# Феодоритов, Вячеслав Петрович
Вячесла́в Петро́вич Феодори́тов (28 февраля 1928 — 2 января 2004) — российский учёный, заслуженный деятель науки РФ, лауреат Сталинской премии и дважды лауреат Государственной премии СССР.

## Биография
Родился в городе Сасово Рязанской области в семье служащих.

Учился в Сасовской школе № 106.
Окончил физико-технический факультет Московского государственного университета имени М. В. Ломоносова (1952, с отличием).
С 1951 года научный сотрудник теоретического сектора КБ-11 в Арзамасе-16 (в последующем — ВНИИ экспериментальной физики, Саров), где и проработал до конца жизни: старший лаборант, инженер, научный сотрудник, руководитель группы, старший научный сотрудник, начальник лаборатории.
Участвовал в полигонных испытаниях образцов ядерного оружия, был научным руководителем ряда испытаний.
Совместно с Е. И. Забабахиным провёл расчётные работы по основному узлу первого водородного изделия РДС-6с, а также по конструкции, которая стала первым серийным тактическим зарядом (РДС-4). Оба изделия были успешно завершены в 1953 году.
Впервые провёл расчеты эффективности применения в изделиях внешнего нейтронного источника, ИНИ. Полигонные испытания двух изделий с ИНИ, проведённые в 1954 году, прошли успешно.
Внёс значительный вклад в создание изделия, успешное испытание которого в 1955 году положило начало новому поколению оружейной техники. В 1956 году предложил и расчётно обосновал оригинальную конструкцию первичного изделия, по его инициативе во ВНИИЭФ были начаты экспериментальные исследования, что привело к созданию нового направления в конструировании изделий.
Кандидат физико-математических наук (1968). Доктор физико-математических наук (2000).
Был одним из составителей изданного в 1999 г. сборника «Атомный проект СССР. Документы и материалы. Том II. Атомная бомба. 1945—1954 Книга 1».

## Признание
- Сталинская премия третьей степени (1953) — за расчетно-теоретические работы по изделию РДС-6с и РДС-5
- Государственная премия СССР (1973)
- Государственная премия СССР (1987)
- заслуженный деятель науки РФ (28.3.2000).
- орден Трудового Красного Знамени